# Alexandra Blaauw
Alexandra Blaauw (Voorburg, 13 september 1962) is een Nederlands actrice en producent. Blaauw studeerde aan de Toneelacademie Maastricht, afstudeerrichting docentdrama en regisseur. Na het behalen van haar diploma was ze een aantal jaar verbonden aan Het Werkteater in Amsterdam. Zij speelde in verschillend tv-producties. Blaauw is sinds het jaar 2000 werkzaam als producent en projectontwikkelaar.

## Producent
- Tropenmuseum Junior
- Ri4 producties (Netwerkorganisatie voor film en tv)
- Amnesty International
- Het Blauwe Oog
- NTR
- Teleac

## Diverse rollen als actrice
- Diamant (1994) ... Jenny
- Baantjer (1995) ... Irma Gorter (afl. De Cock en de reclamemoord)
- 12 steden, 13 ongelukken (1995) ... Irene (afl. Brandend geheim) (Mijdrecht)
- Ik ben je moeder niet (1995-1996) ... Daan van Buren
- Rondootje (1997)
- Dropouts (1999) ... politieagente
- Pipo de clown en de bosbas (2001) ... Mammaloe
- Goede tijden, slechte tijden (2001/2002) ... Mevrouw de Jager
- Onderweg naar Morgen (2002/2003) ... Nora van Diemen
- Het Glazen Huis (2004-2005) ... Rosanne Hendriks-Hoogeboom